# 小行星3693
小行星3693（3693 Barringer）是一颗绕太阳运转的小行星，为主小行星带小行星。该小行星于1982年9月15日发现。

## 轨道参数
小行星3693的轨道半长轴为3.1425497 UA，离心率为0.206。